# Philip W. Heyman
Philip Wulff Heyman (født 15. november 1837 i København, død 15. december 1893 sammesteds) var en dansk direktør, Tuborgs grundlægger og bror til Isaac W. Heyman. Heyman var jødisk og er begravet på Mosaisk Vestre Begravelsesplads i København.

## Karriere
1858 etablerede Heyman i København en smørforretning, som snart tog et betydeligt opsving, navnlig efter at han et par år senere var begyndt at eksportere dansk smør til Storbritannien. 1864 begyndte han som den første i Danmark at pakke smør hermetisk i blikdåser og sende det til oversøiske steder. 1866 anlagde han sammen med handelsfirmaet H. Puggaard & Co. Københavns Svineslagteri, som han senere blev eneejer af, og han anlagde efterhånden flere svineslagterier i Varde, Assens og Malmø. Til fremme af disse virksomheder udførte han et betydeligt arbejde for forbedring af svineracerne i Danmark for bl.a. at møde de krav, som blev stillet af det engelske flæskemarked. Heyman støttede Martin Dessaus karriere og gjorde ham bl.a. til direktør for slagteriet i Assens.
Heyman var medstifter af aktieselskabet Tuborgs Fabrikker den 13. maj 1873 og påtog sig senere, ved siden af sin egen omfattende virksomhed, stillingen som direktør for bryggeriet på et tidspunkt, da dette foretagende var stærkt i forfald under Leopold Damms ledelse. Han samlede hele virksomheden i ølbryggeriet og arbejdede dette op til et af de største og mest ansete i Danmark med kendte ølmærker som Rød Tuborg (lanceret 1875) og Grøn Tuborg (lanceret 1880).
Heyman var et stort forretningstalent. Ved dristighed, foretagsomhed og stor arbejdsomhed erhvervede han sig efterhånden en meget betydelig formue. Samtidig øvede han en udstrakt velgørenhed. Han deltog ikke meget i det offentlige liv, da han var for optaget af sin private virksomhed til at påtage sig noget som helst borgerligt tillidshverv.

## Familie
En af Heymans døtre, Paula, blev gift med Benny Dessau, der var blevet ansat i Tuborg i 1891, og som efterfulgte Heyman på direktørposten. Sønnen Aage Heyman (1869-1960) overtog faderens øvrige virksomheder (svineslagterier i ind- og udland). To andre døtre var knyttet til kunsten: Billedhuggeren Gerda Madvig og Jenny Seligmann, gift med maleren Georg Seligmann.

## Hæder
Heyman blev Ridder af Dannebrog 1885 og etatsråd 1892.
Philip Heymans Allé i Tuborg Havn er opkaldt efter ham.

## Gengivelser
Han er gengivet i buste af Ludvig Brandstrup, portrætteret på Kristian Zahrtmanns Monsignorens Besøg (1876-78, studie hertil 1878) og på P.S. Krøyers maleri Fra Københavns Børs (1895).